# کرنلیس دو هوتمن
کرنلیس دو هوتمن (انگلیسی: Cornelis de Houtman; ۲ آوریل ۱۵۶۵ – ۱ سپتامبر ۱۵۹۹) برادر فردریک دو هاوتمن بود او یک کاوشگر هلندی بود که مسیر دریایی جدیدی از اروپا به هند شرقی را کشف کرد و تجارت ادویه هلند را آغاز کرد.در آن زمان امپراتوری پرتغال تجارت ادویه را در انحصار خود داشت و این سفر یک پیروزی نمادین برای هلندی ها بود هوتمن همچنین جاسوسی ماهر بود ، او با انتقال اطلاعات حساس دریایی به هلند که در طول اقامت در پرتغال به دست آورد ، علیه پرتغالی ها جاسوسی کرد.